# Inés Anderson
Inés Anderson fue una tenista argentina que estuvo entre las mejores diez de su país en 1929 y 1930 según la clasificación oficial. Antes de la clasificación oficial iniciada en 1929, en ciertos momentos entre 1918 y 1922 se la había considerado la mejor tenista del país.
Fue seis veces finalista en individuales del Campeonato del Río de la Plata, pero no pudo ganarlo:
- En 1915 perdió contra Dorothy W. Boadle 6-0 y 6-4.[2]
- En 1916 perdió contra Catalina N. Mackenzie  6-0 y 8-6.[2]
- En 1917 perdió contra Dorothy W. Boadle 6-1 y 6-2.[2]
- En 1918 perdió contra Catalina N. Mackenzie  6-4 y 6-2.[2]
- En 1921 perdió contra Catalina N. Mackenzie  6-2, 4-6 y 8-6.[2]
- En 1923 perdió contra Julieta Ezcurra 6-2 y 6-2.[2]

En dobles femenino, en cambio, sí pudo obtener el torneo en ocho oportunidades.
- En 1921 junto a Catalina N. Mackenzie de Norris derrotaron a María Teresa Obarrio y María Carmen Goñi 6-0 y 6-2.[3]
- En 1922 junto a Catalina N. Mackenzie de Norris derrotaron a Analía Obarrio de Aguirre y Julieta Ezcurra 6-3 y 6-0.[3]
- En 1927 junto a Julieta Ezcurra derrotaron a Agnes T. de Mackinnon y V. Lewis (ARG) 6-2, 4-6 y 6-4.[3]
- En 1928 junto a Agnes Turnbull de Mackinnon derrotaron a María T. Obarrio de Pinedo y María T. de Rendtorff 6-4 y 6-2.
- En 1929 junto a Julieta Ezcurra derrotaron a María Elena Bushell y Agnes Turnbull de Mackinnon 6-4 y 6-4.
- En 1930 junto a Julieta Ezcurra derrotaron a Nélida Giusti y Leonilda Giusti 8-6 y 6-3.
- En 1931 junto a Julieta Ezcurra derrotaron a Lía Duffy y Delia Caimi Garmendia 6-4 y 6-3.
- En 1932 junto a Julieta Ezcurra derrotaron a Analía Obarrio de Aguirre y Leonilda Giusti 6-1 y 6-4.

Asimismo, fue subcampeona en la misma modalidad en otras cuatro oportunidades:
- En 1918 junto a Beatriz Anderson perdieron contra Catalina N. Mackenzie y Winnie Mackenzie 6-4, 2-6 y 7-5.[3]
- En 1919 junto a Beatriz Anderson perdieron contra Analía Obarrio y Julieta Ezcurra 6-3 y 6-4.[3]
- En 1920 junto a Beatriz Anderson perdieron contra Analía Obarrio y Julieta Ezcurra 6-4 y 9-7.[3]
- En 1924 junto a Lily Moss perdieron contra Analía Obarrio de Aguirre y María Teresa Obarrio de Pinedo 3-4 y retiro.[3]

En cuanto a dobles mixtos del mismo torneo, fue finalista en tres oportunidades:
- En 1916, junto a Ricardo Hoevel, perdieron contra Catalina N. Mackenzie y Alfredo Villegas 6-1, 4-6, 6-2 y 6-0.[3]
- En 1918, junto a Diego E. Cerboni, perdieron contra Catalina N. Mackenzie y Lionel H. Knight 7-5, 6-3 y 6-2.[3]
- En 1920, junto a Lionel Knight, perdieron contra Analía Obarrio y Alfredo Villegas 4-6, 6-3, 7-9, 6-1 y 6-4.[3]